# Economia della Polonia

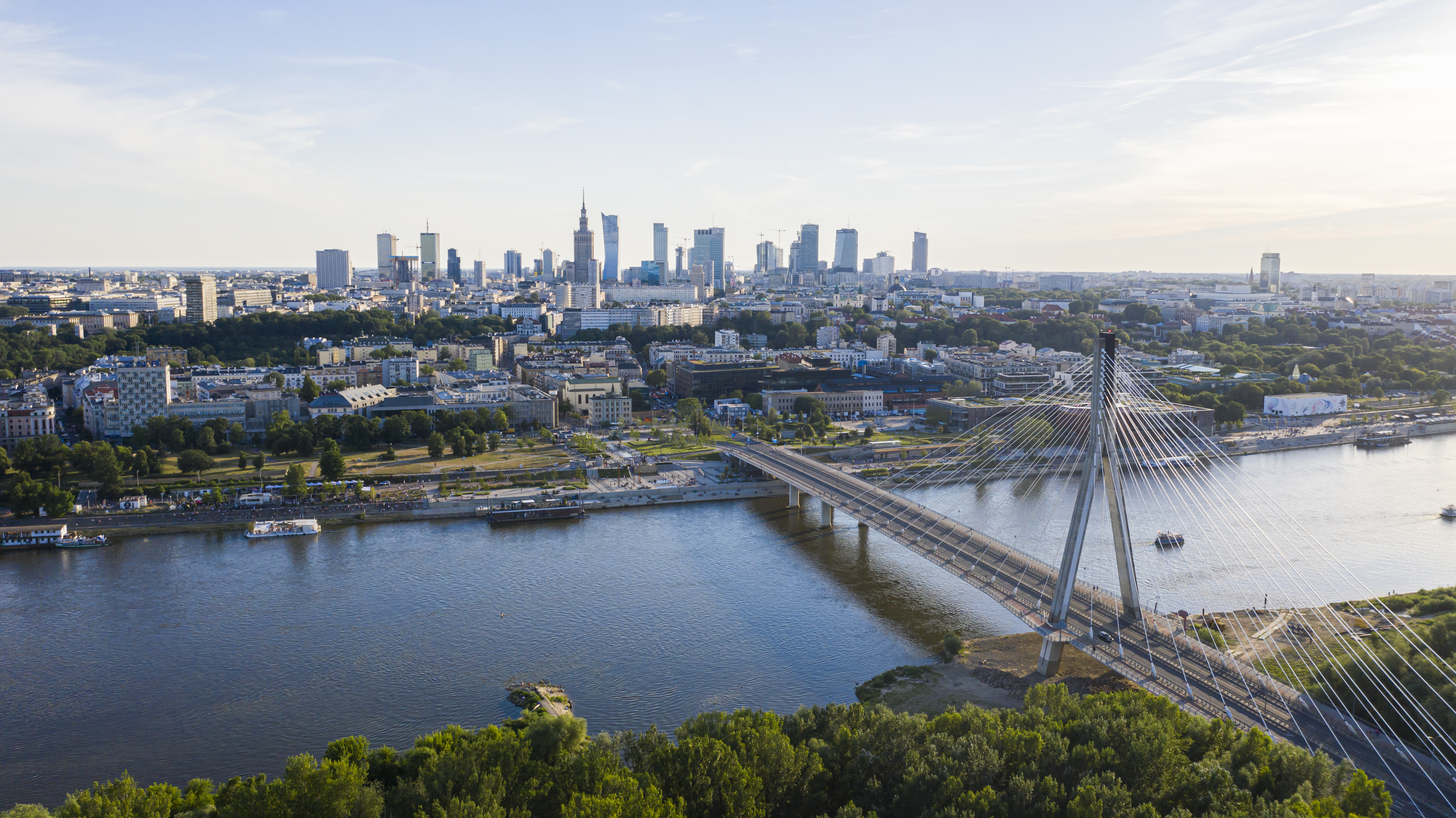
Varsavia, cuore finanziario della Polonia

L'economia della Polonia è una delle economie più sviluppate al mondo.
Nel settore primario il Paese ha una delle percentuali più alte di occupati dell'Unione Europea: il 19%. Il suolo è spesso poco fertile, l'agricoltura non è sufficientemente meccanizzata e si basa su un'organizzazione di piccole aziende contadine che hanno difficoltà a investire per migliorare le tecnologie agricole. Essendo molto vasti i territori coltivati (quasi il 50% del territorio) le produzioni sono quantitativamente rilevanti: si producono molti cereali (la Polonia è la prima produttrice mondiale di segale e la quarta produttrice di avena), patate, barbabietola da zucchero e lino.

## Storia
Da quando è tornata la democrazia, la Polonia ha perseguito fedelmente una politica di liberalizzazione dell'economia, e oggi risulta come uno dei più fortunati esempi di transizione dal comunismo ad un'economia di mercato.
La privatizzazione di piccole e medie compagnie statali e la presenza di una legge liberale nell'istituire nuove ditte ha permesso il rapido sviluppo di un aggressivo settore privato. La ristrutturazione e la privatizzazione di settori importanti come carbone, acciaio, ferrovie ed energie, è cominciata. Le più grandi privatizzazioni fino ad ora sono state la vendita di Telekomunikacja Polska, la telecom nazionale, alla France Télécom (2000); e un'emissione del 30% delle azioni della più grande banca polacca, PKO BP, nel mercato polacco (2004).
La Polonia ha un ampio settore agricolo di fattorie private, ed è il principale produttore di alimentari nell'Unione europea. Riforme strutturali negli ambiti della salute, educazione, pensioni e amministrazione di stato sono sfociate in una pressione fiscale sopra le aspettative. Varsavia guida le regioni dell'Europa centrale negli investimenti stranieri e ha bisogno di un continuo afflusso. Il PIL è cresciuto molto tra il 1993 e il 2000, mentre c'è stato un rallentamento tra 2001 e 2002. Il prospetto di una maggiore integrazione con l'Unione europea ha poi rimesso l'economia in pista, con una crescita annuale del 3,7% nel 2003, in crescita rispetto all'1,4% del 2002. Nel 2004 la crescita ha superato il 5%.
Tra il 2004 ed il 2008 l'economia polacca ha attraversato una fase di boom economico, conclusasi con lo scoppio della crisi finanziaria internazionale. Nel 2009 il Pil è notevolmente calato anche se non crollato come negli altri Paesi della cosiddetta "Nuova Europa". I copiosi fondi europei costituiscono mediamente ogni anno circa il 3,3% del Pil di Varsavia.

## Commercio estero

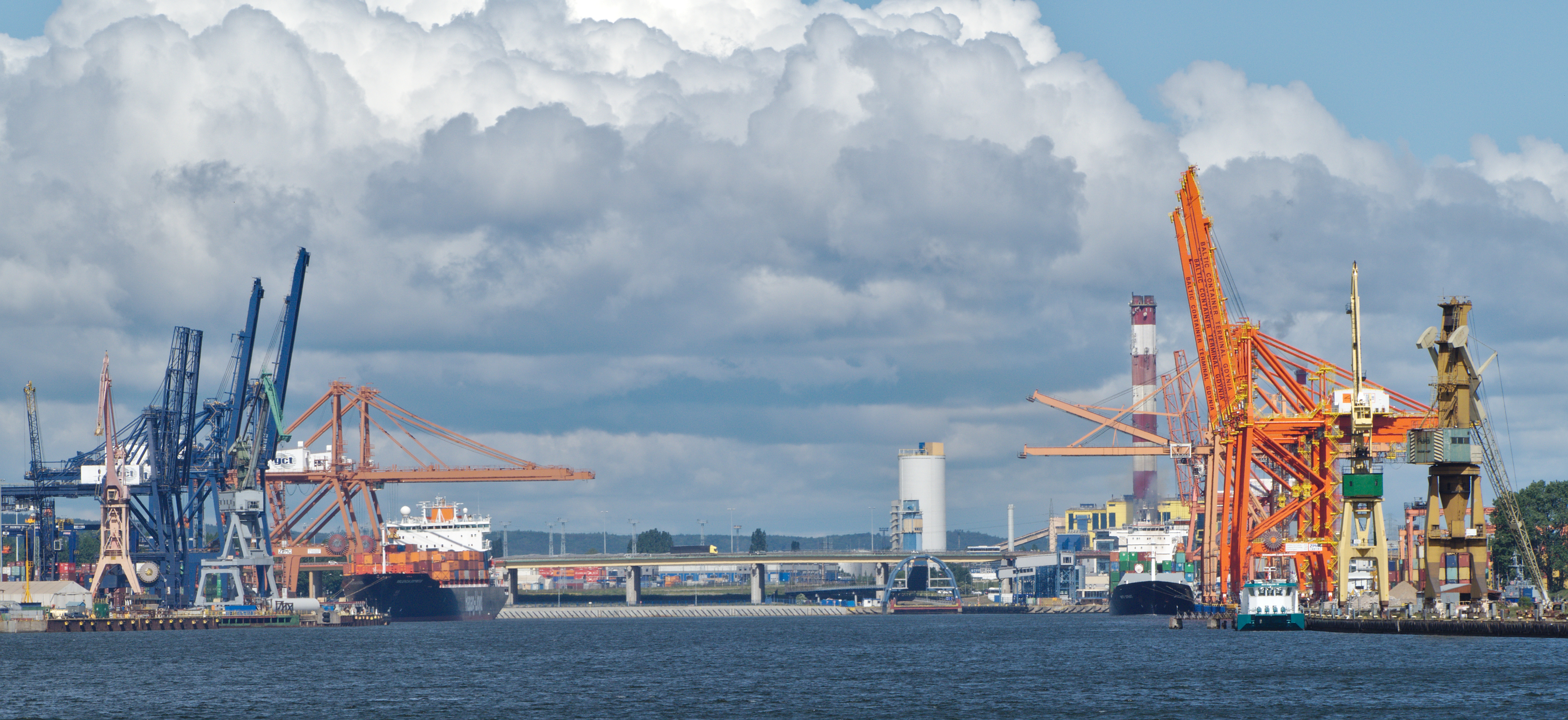
Porto di Gdynia.

Nel 2020 il Paese è stato il 22 ° esportatore mondiale (251,8 miliardi di dollari, l'1,3% del totale mondiale). Nelle importazioni, nel 2019, è stato il diciannovesimo importatore al mondo: 246,6 miliardi di dollari.

## Settore primario

### Agricoltura
La Polonia ha prodotto nel 2018:

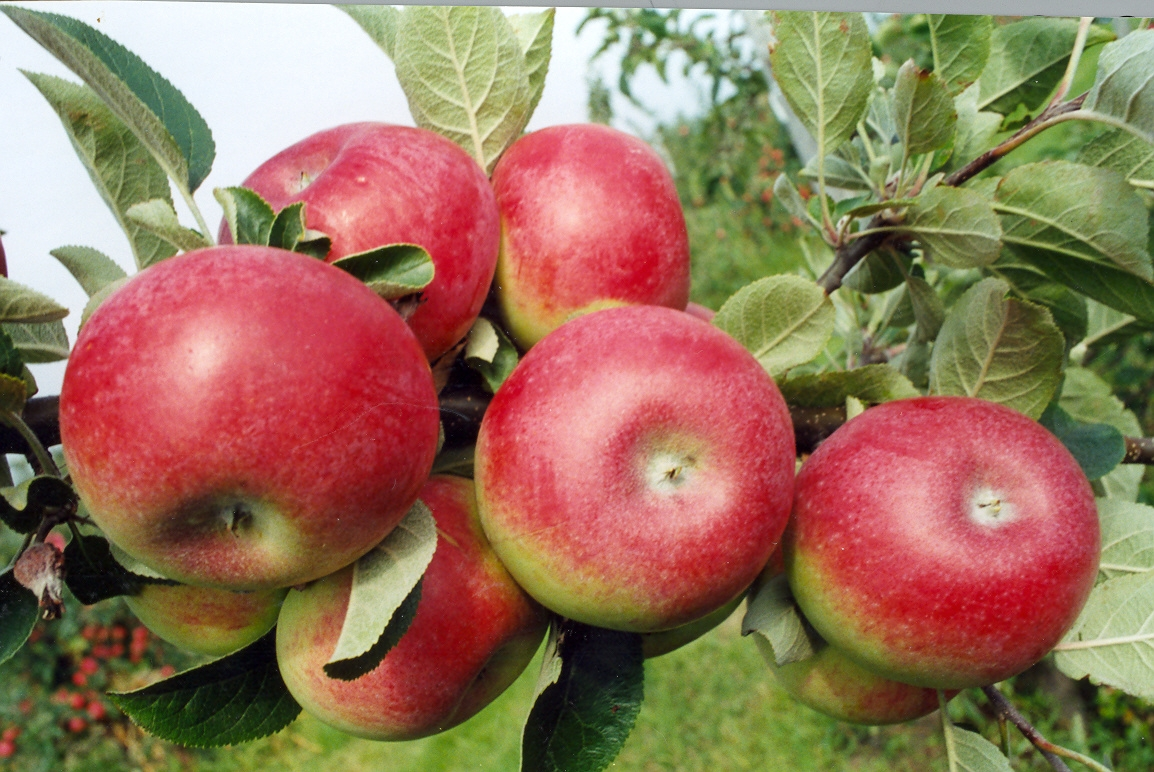
Mela polacca.

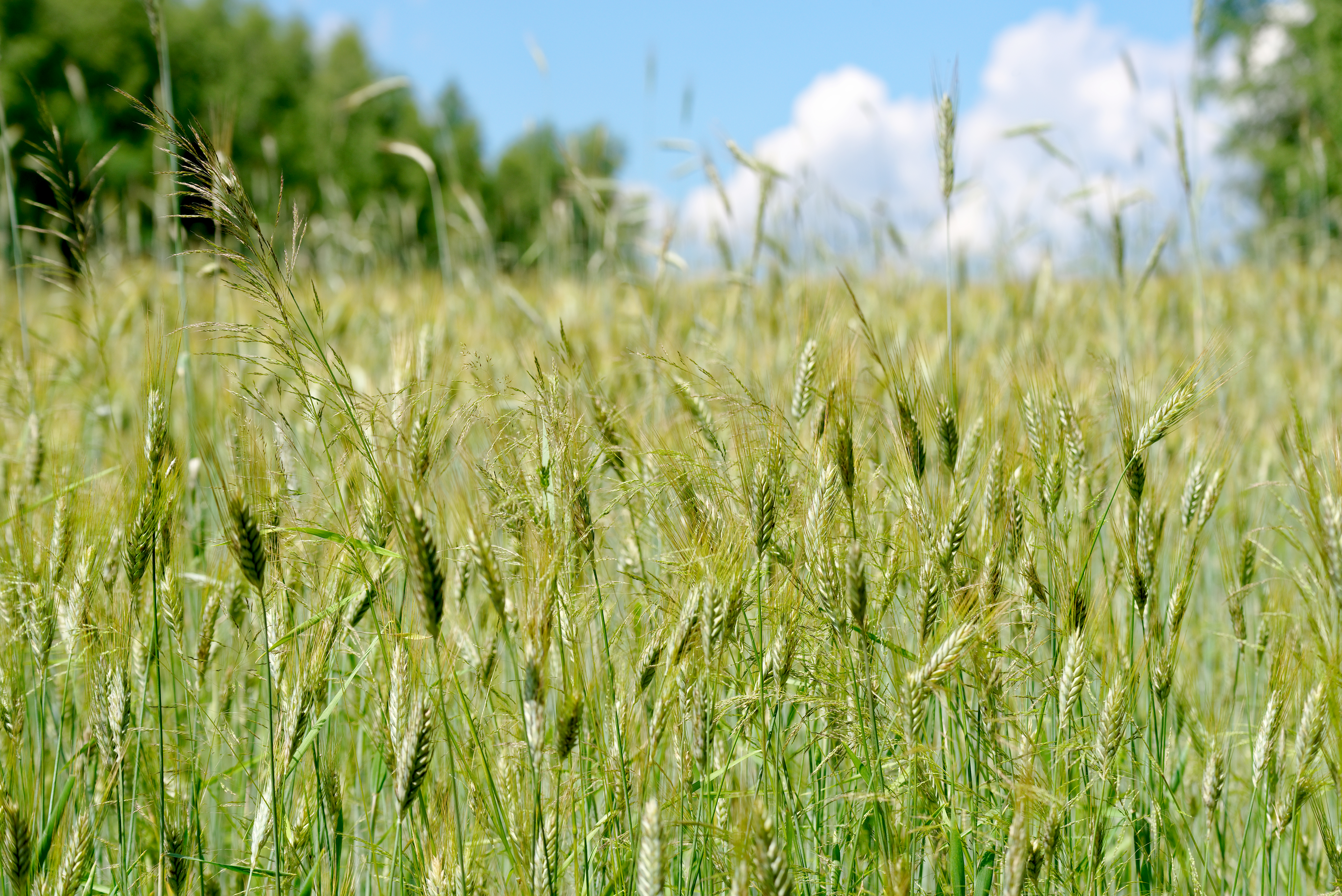
Piantagione di orzo nella contea di Olkusz.

- 14,3 milioni di tonnellate di barbabietola da zucchero (sesto produttore mondiale), utilizzate per produrre zucchero e etanolo;
- 9,8 milioni di tonnellate di grano (17 ° produttore mondiale);
- 7,4 milioni di tonnellate di patate (nono produttore mondiale);
- 4 milioni di tonnellate di triticale (il più grande produttore mondiale);
- 4 milioni di tonnellate di mela (terzo produttore mondiale, dietro Cina e Stati Uniti);
- 3,8 milioni di tonnellate di mais;
- 3 milioni di tonnellate di orzo (il quattordicesimo produttore mondiale);
- 2,2 milioni di tonnellate di colza (ottavo produttore mondiale);
- 2,1 milioni di tonnellate di segale (secondo produttore mondiale, solo dopo la Germania);
- 1,1 milioni di tonnellate di avena (quinto produttore mondiale);
- 985.000 tonnellate di cavolo;
- 928.000 tonnellate di pomodori;
- 726.000 tonnellate di carota;
- 562.000 tonnellate di cipolla;
- 538.000 tonnellate di cetriolo;
- 292.000 tonnellate di cavolfiore e broccoli;
- 205.000 tonnellate di fragola (settimo produttore mondiale);
- 200.000 tonnellate di fungo e tartufo;
- 167.000 tonnellate di pepe;
- 164.000 tonnellate di ribes (secondo produttore mondiale);
- 122.000 tonnellate di lupini;
- 121.000 tonnellate di prugna;
- 115.000 tonnellate di lampone (quarto produttore mondiale);
- 60.000 tonnellate di ciliegia (undicesimo produttore mondiale);

Oltre a produzioni minori di altri prodotti agricoli.

### Bestiame

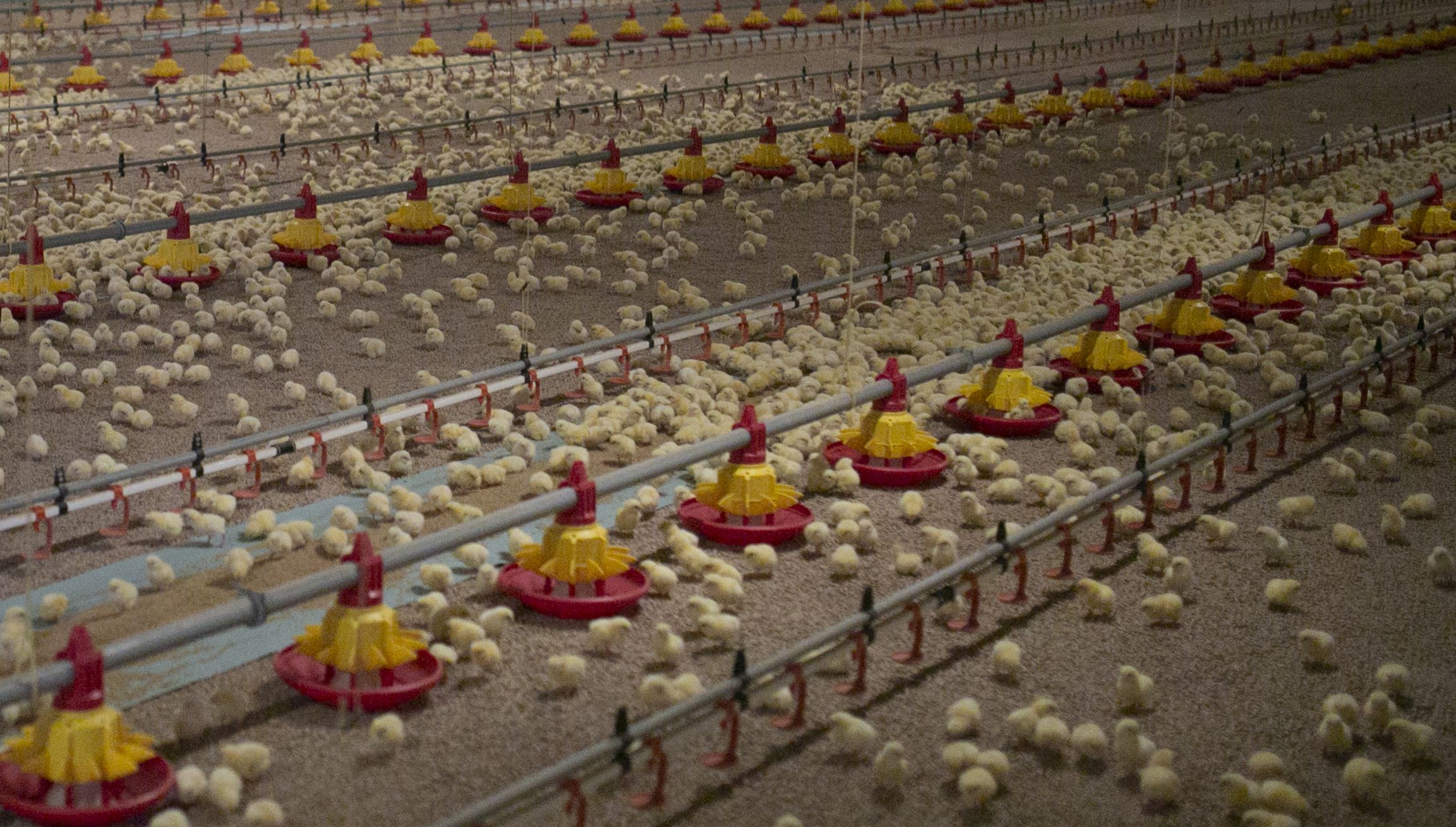
Pollame in Polonia.

Nel 2018, la Polonia è stata il decimo produttore mondiale di maiale (2,09 milioni di tonnellate). Nel 2018 il paese ha prodotto anche 14,1 miliardi di litri di latte di mucca (uno dei 15 maggiori produttori al mondo), 2,07 milioni di tonnellate di carne di pollo (uno dei 15 maggiori produttori al mondo), 564.000 tonnellate di manzo, 23.000 tonnellate di miele, tra gli altri.

## Settore secondario

### Industria

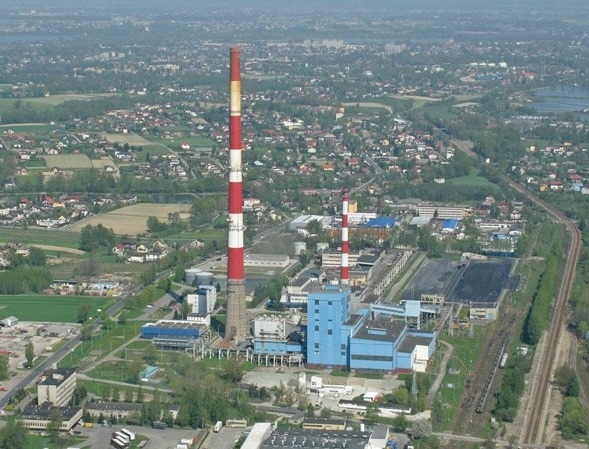
Industria in Polonia.

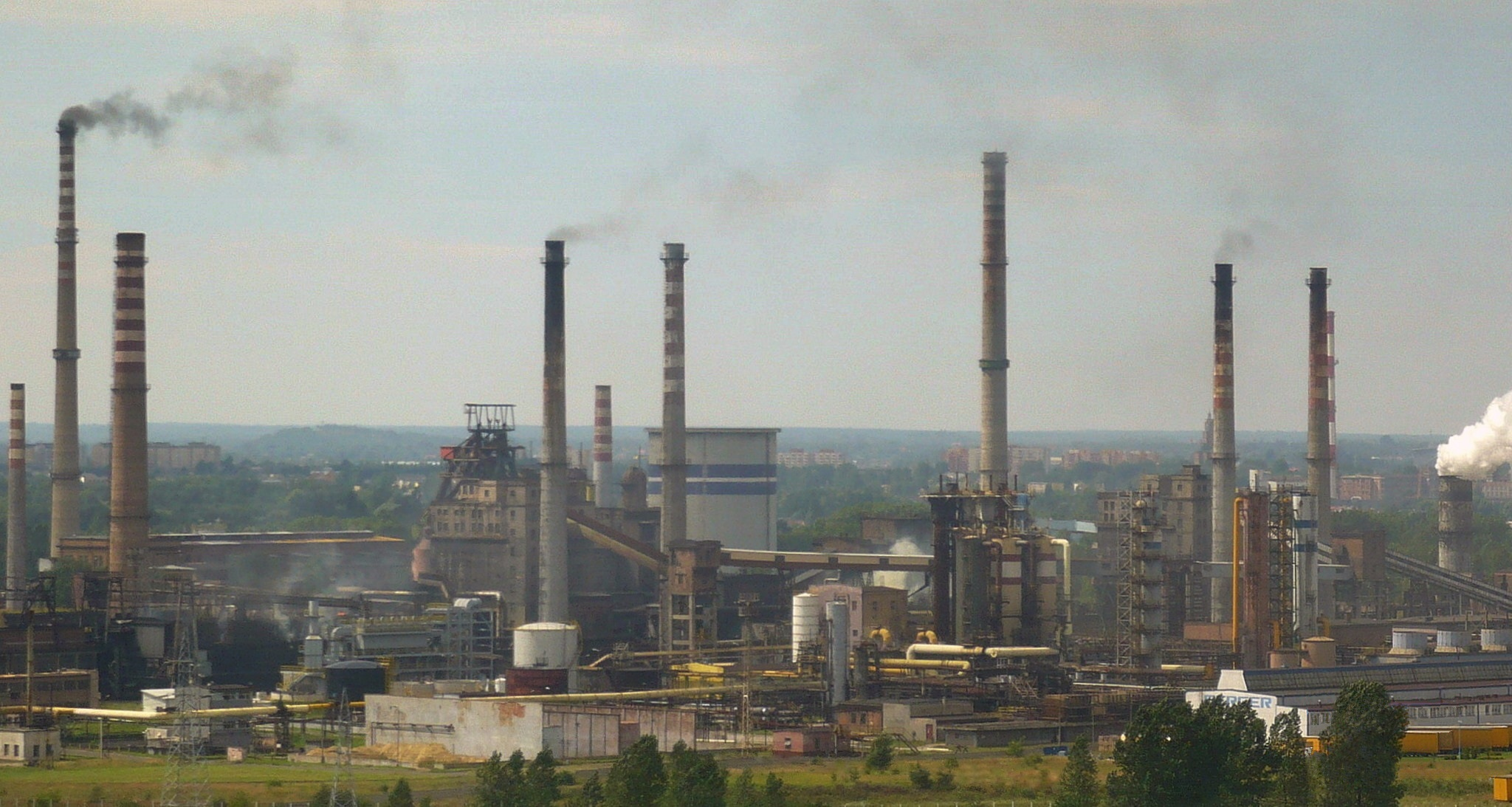
Acciaierie polacche.

La Banca mondiale elenca i principali paesi produttori ogni anno, in base al valore totale della produzione. Secondo l'elenco del 2019, la Polonia aveva la ventunesima industria più preziosa al mondo ($ 99,1 miliardi).
Nel 2019, la Polonia è stata il 24 ° produttore mondiale di  veicoli (498.000) e il diciannovesimo produttore mondiale di acciaio (9,1 milioni di tonnellate).

### Estrazione mineraria

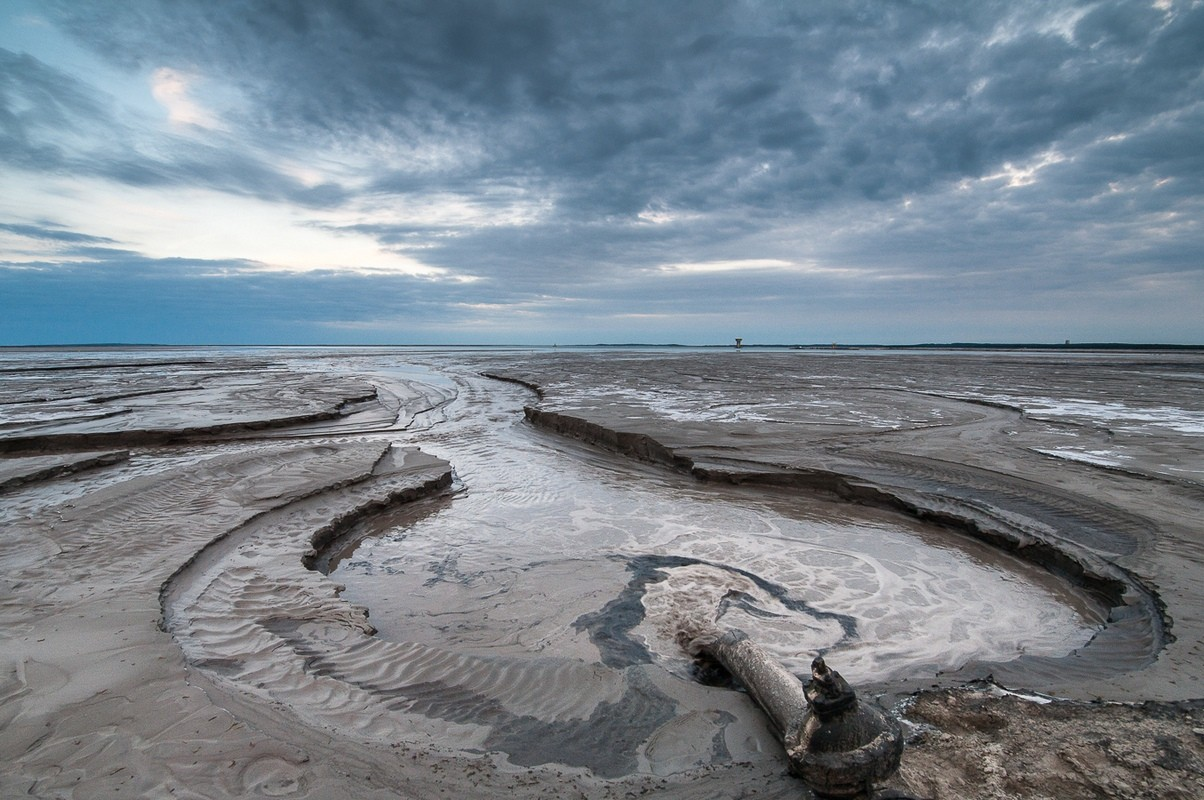
Miniera di rame in Polonia.

Nel 2019, il paese è stato il terzo produttore mondiale di renio; 5 ° produttore mondiale di argento; il 12 ° più grande produttore di rame; il 14 ° produttore mondiale di zolfo; oltre ad essere il quattordicesimo produttore mondiale di  Sale.

### Energia

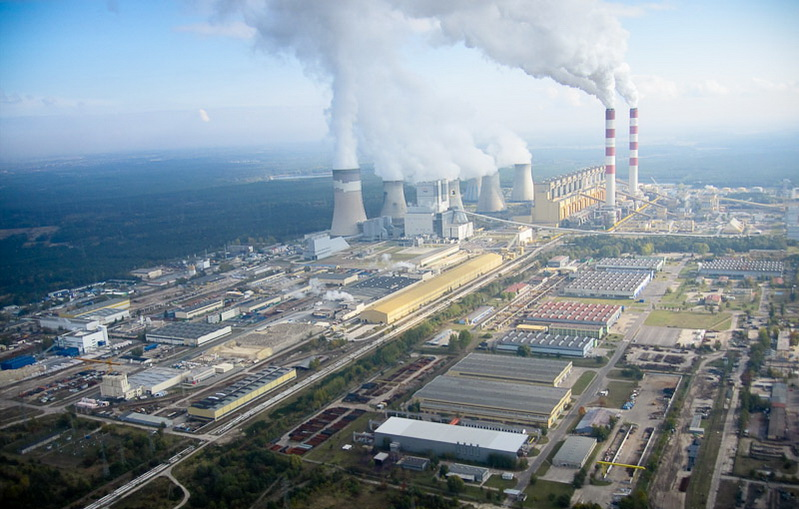
La centrale elettrica di Bełchatów è una lignite centrale che produce da 27 a 28 TWh di elettricità all'anno, ovvero il 20% della produzione totale di energia in Polonia.

Nelle energie non rinnovabili, nel 2020, il paese è stato il 64 ° produttore mondiale di petrolio, estraendo 18.700 barili / giorno. Nel 2019, il paese ha consumato 670.000 barili / giorno (29 ° consumatore più grande al mondo). Il Paese è stato il diciannovesimo importatore di petrolio al mondo nel 2013 (467,4 mila barili / giorno). Nel 2015, la Polonia si è classificata al 47 ° posto come produttore mondiale di gas naturale con 6,1 miliardi di m³ all'anno. Nel 2010, il paese è stato il 23 ° maggior importatore di gas (10,8 miliardi di m3 all'anno). Nella produzione di carbone, il paese è stato il nono paese più grande del mondo nel 2018: 127,1 milioni di tonnellate.
Nelle energie rinnovabili, nel 2020, la Polonia era il 16 ° produttore di energia eolica al mondo, con 6,2 GW di potenza installata, e il 21 ° produttore di energia solare al mondo, con 3,9 GW di potenza installata .

## Settore terziario

### Turismo

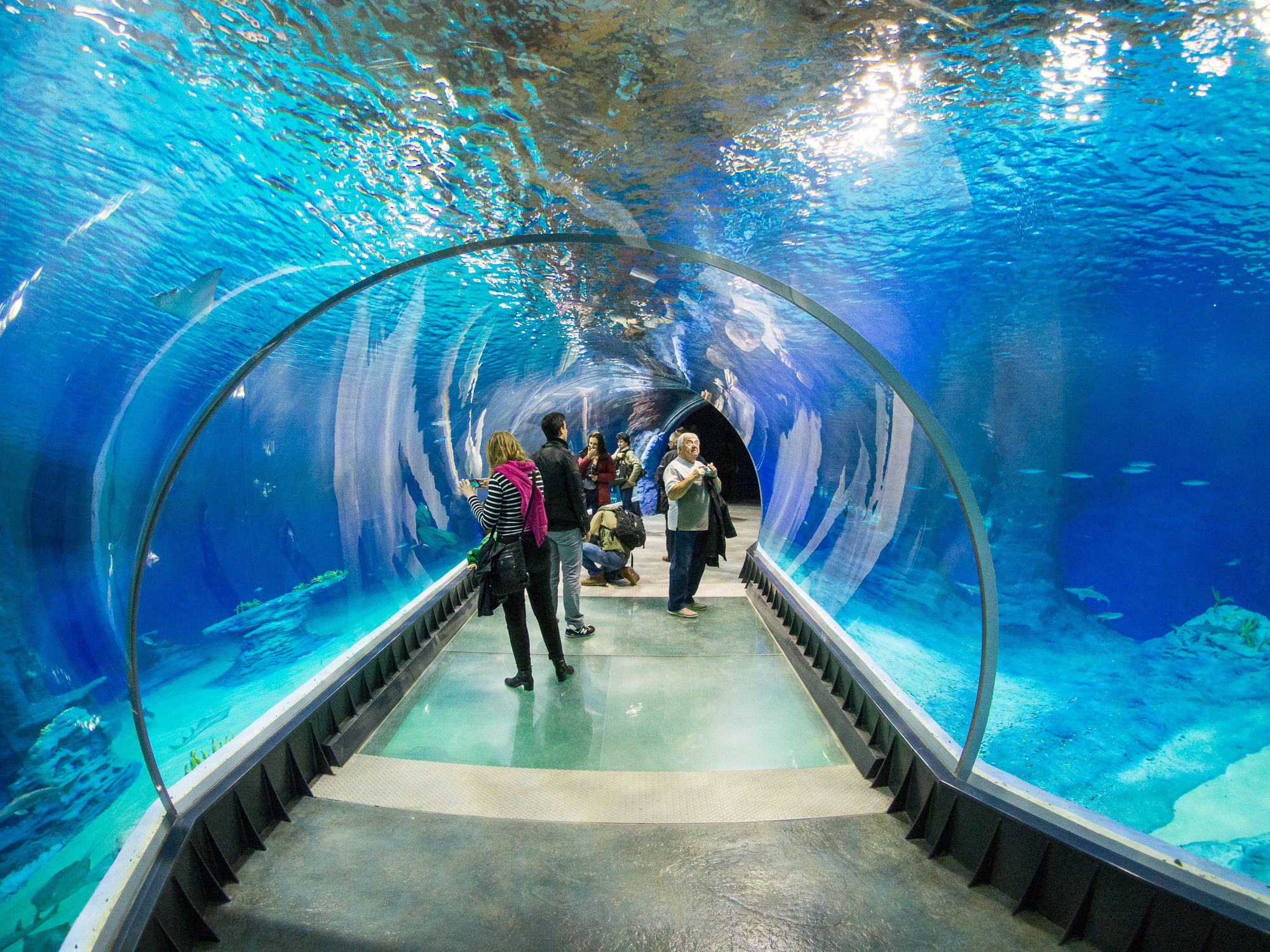
Acquario dello zoo di Breslavia.

Nel 2018, la Polonia è stato il 19 ° paese più visitato al mondo, con 19,6 milioni di turisti internazionali. Le entrate del turismo quest'anno sono state di 14 miliardi di dollari.
Il settore terziario è in forte crescita soprattutto nel commercio all'estero.  

## Moneta

Lo Złoty polacco, la valuta polacca

La valuta nazionale è lo złoty ed ha un cambio pari a circa 4zł/€.
L'obiettivo principale riguarda ora la preparazione dell'economia polacca all'adozione della moneta unica europea. Non vi è ancora una data certa di entrata del paese nella zona euro.

## Crescita economica
L'andamento del PIL è stato:
| Anno | Q1  | Q2  | Q3  | Q4  | Totale |
| ---- | --- | --- | --- | --- | ------ |
| 2013 | 0,5 | 0,8 | 1,9 | 2,3 | 1,4    |
| 2012 | 3,5 | 2,4 | 2,0 | 1,1 | 1,9    |
| 2011 | 4,4 | 4,3 | 4,2 | 4,3 | 4,3    |
| 2010 | 3,0 | 3,5 | 4,2 | 4,4 | 3,8    |
| 2009 | 0,8 | 1,2 | 1,8 | 3,3 | 1,8    |
| 2008 | 6,1 | 6,0 | 5,0 | 3,0 | 5,0    |
| 2007 | 7,4 | 6,5 | 6,5 | 6,5 | 6,7    |
| 2006 | 5,4 | 6,3 | 6,6 | 6,6 | 6,2    |
| 2005 | 2,1 | 2,8 | 3,7 | 4,3 | 3,3    |
| 2004 | 7,0 | 6,1 | 4,8 | 4,9 | 5,1    |
| 2003 | 2,2 | 3,8 | 4,7 | 4,7 | 3,7    |